# Provincia de Houet
Houet  es una de las 45 provincias de Burkina Faso, su capital es Bobo-Dioulasso.

## Departamentos (población estimada a 1 de julio de 2018)
La provincia está dividida en nueve departamentos:
- Bama 96,184
- Bobo-Dioulasso 833,471
- Dandé 29,311
- Faramana 23,973
- Fô 29,085
- Karangasso-Sambla 34,963
- Karangasso-Vigué 114,702
- Koundougou 22,740
- Léna 25,353
- Padéma 66,511
- Péni 54,708
- Satiri 46,611
- Toussiana 24,193